# أجلونيما متغيرة
الأجلونيما المتغيرة أو الأجلونيما الفضية (الاسم العلمي:Aglaonema commutatum) هي نوع من النباتات يتبع جنس الأجلونيما من الفصيلة اللوفية.

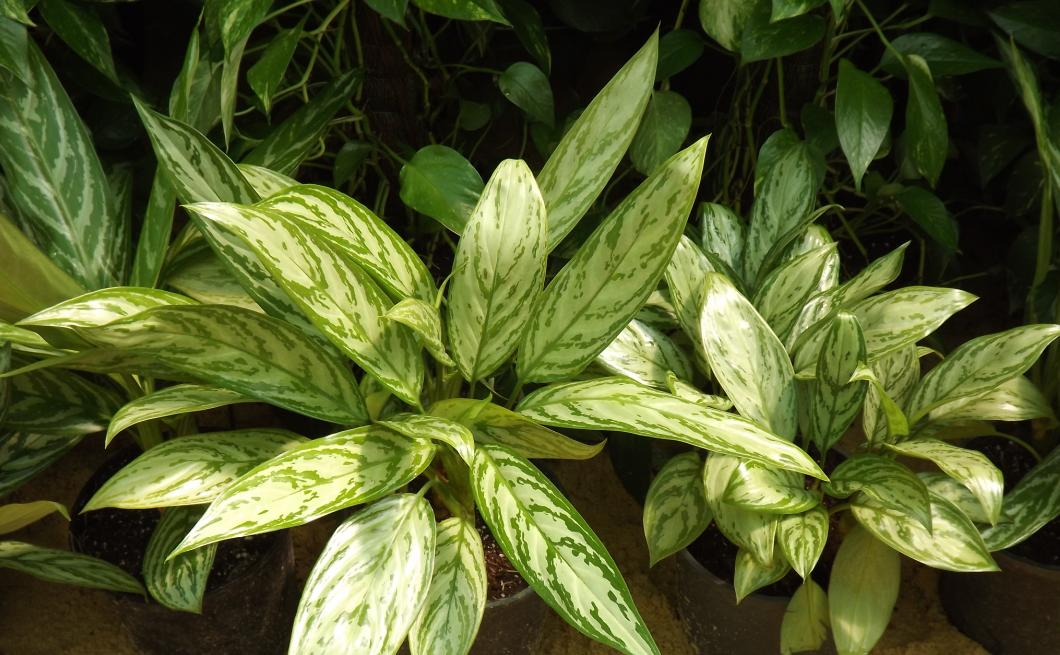
أجلونيما فضية في القاهرة
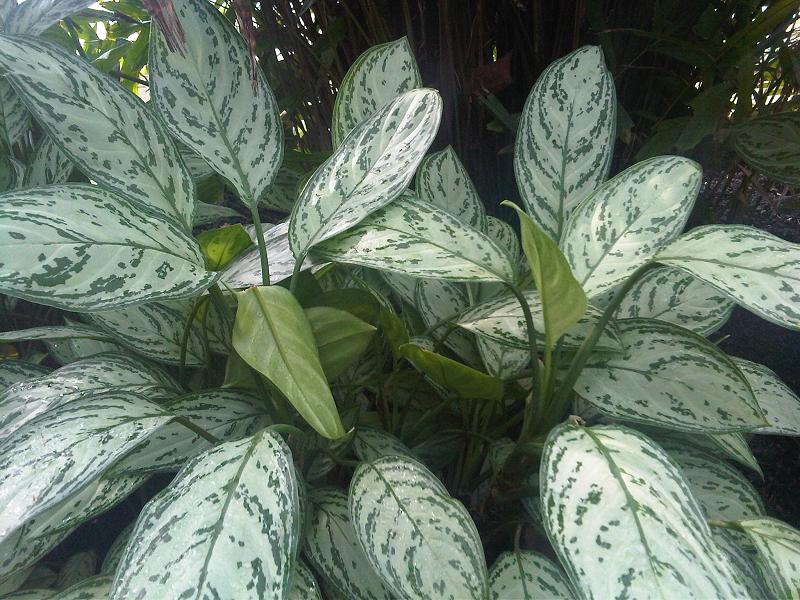
في حدائق كيو في لندن.
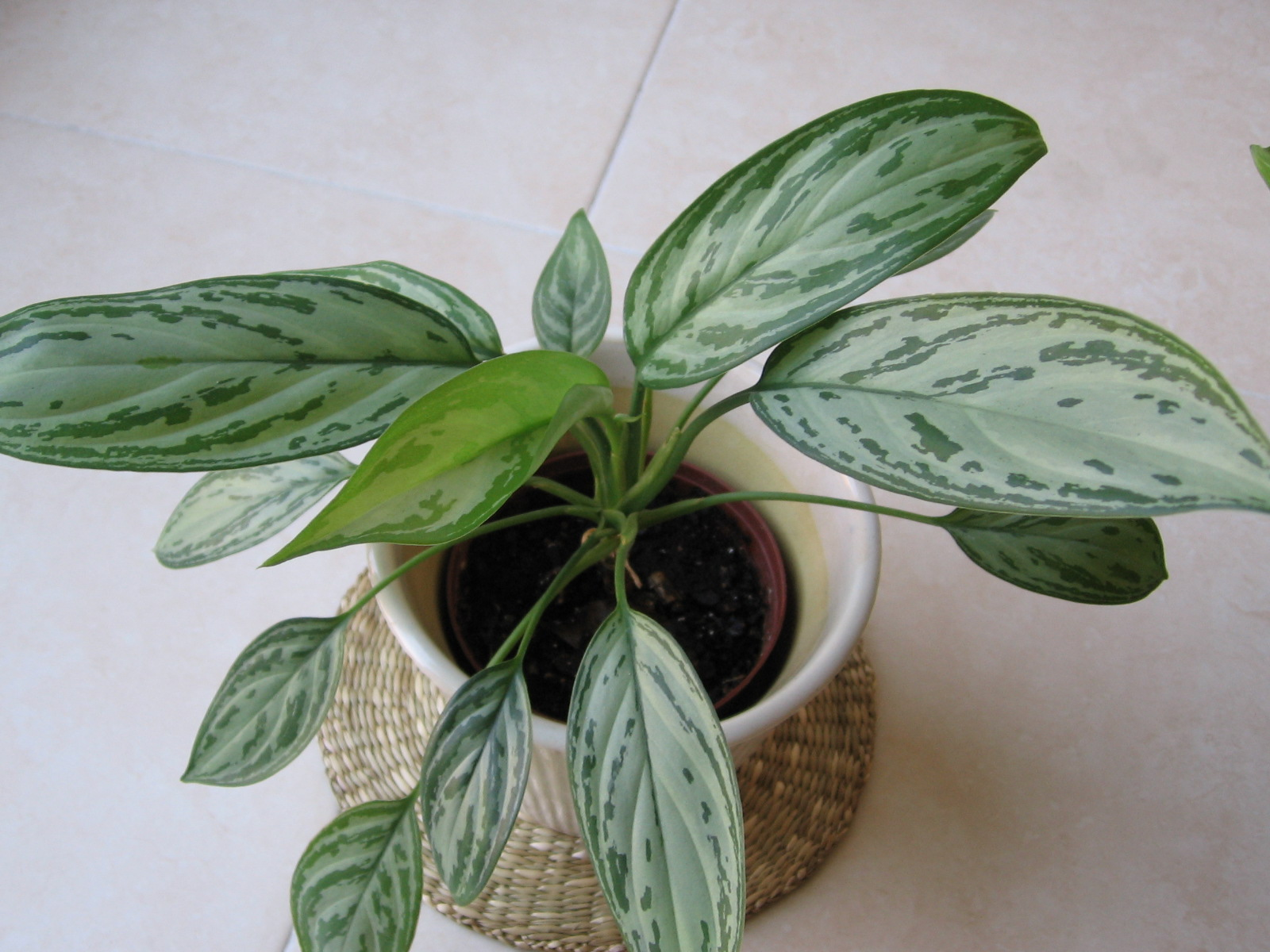
'.
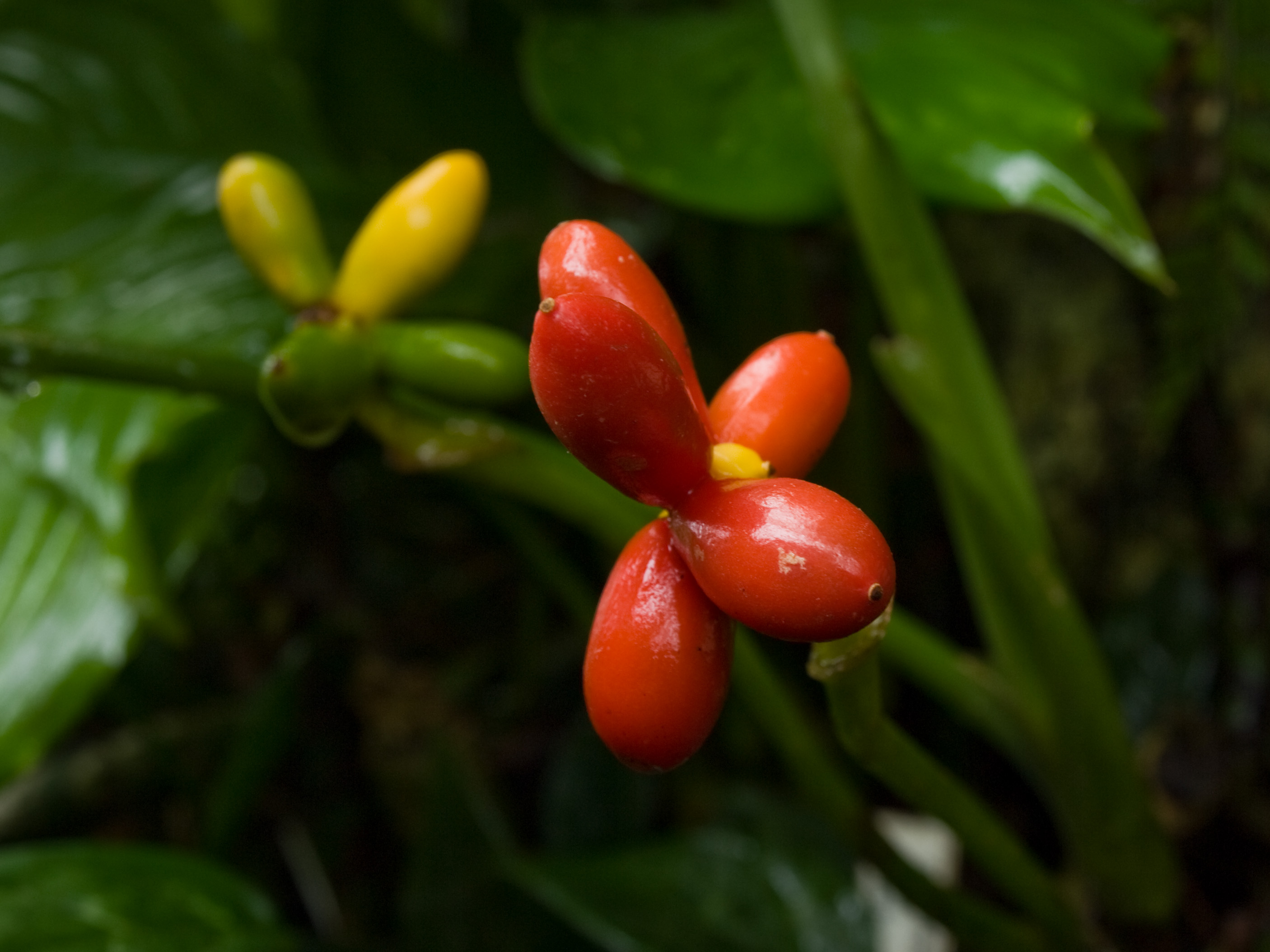
.